# ولاءالدین یعقوب
ولاءالدین یعقوب (عربی: ولاء الدين موسى يعقوب؛ زادهٔ ۱ ژانویهٔ ۲۰۰۰) بازیکن فوتبال اهل سودان است.
از باشگاه‌هایی که در آن بازی کرده‌است می‌توان به باشگاه فوتبال الهلال ام درمان اشاره کرد.
وی همچنین در تیم‌های ملی فوتبال زیر ۲۰ سال سودان، زیر ۲۳ سال سودان و سودان بازی کرده‌است.